# Богичены
Богичены (рум. Boghiceni, Богичень) — село в Хынчештском районе Молдавии. Относится к сёлам, не образующим коммуну.

## География
Село расположено на высоте 162 метров над уровнем моря.

## Население
По данным переписи населения 2004 года, в селе Богичень проживает 2860 человек (1431 мужчина, 1429 женщин).
Этнический состав села:
| Национальность | Число жителей | Процентный состав |
| -------------- | ------------- | ----------------- |
| молдаване      | 2783          | 97.31             |
| румыны         | 55            | 1.92              |
| украинцы       | 11            | 0.38              |
| русские        | 6             | 0.21              |
| цыгане         | 1             | 0.03              |
| гагаузы        | 1             | 0.03              |
| прочие         | 3             | 0.1               |
| Всего          | 2860          | 100%              |